# Tào Cương Xuyên
Tào Cương Xuyên (giản thể: 曹刚川; phồn thể: 曹剛川; bính âm: Cáo Gāngchuān; sinh tháng 12 năm 1935) là Thượng tướng Quân Giải phóng Nhân dân Trung Quốc (PLA), nguyên Ủy viên Bộ Chính trị, nguyên Phó Chủ tịch Quân ủy Trung ương và Ủy viên Quốc vụ kiêm Bộ trưởng Bộ Quốc phòng. Ông cũng từng là Chủ nhiệm Tổng cục Trang bị PLA.

## Tiểu sử
Tào Cương Xuyên sinh tháng 12 năm 1935 tại Vũ Cương, tỉnh Hà Nam. Tháng 7 năm 1954, ông tham gia Quân Giải phóng Nhân dân Trung Quốc. Tháng 7 năm 1956, ông gia nhập Đảng Cộng sản Trung Quốc.
Trong hai năm từ năm 1954, ông là học viên Trường Kỹ thuật Quân giới số 3 Nam Kinh của PLA và Trường Kỹ thuật Quân giới số 1. Năm 1956, ông trở thành giáo viên Trường Kỹ thuật Quân giới số 1. Cũng trong năm đó, ông theo học Trường tiếng Nga Đại Liên PLA, trước khi trải qua 6 năm từ năm 1957 tại Trường Kỹ thuật Quân sự của Quân đoàn Pháo binh Liên bang Xô viết. Ông trở về Trung Quốc năm 1963 và đảm nhận vị trí trợ lý Phòng đạn dược thuộc Ban Quân giới, Tổng cục Hậu cần PLA. Năm 1969, ông chuyển sang làm trợ lý Phòng công binh thuộc Ban Trang bị, Tổng cục Hậu cần PLA.
Năm 1975, Tào Cương Xuyên được bổ nhiệm làm Tham mưu Phòng Kế hoạch tổng hợp thuộc Ban Trang bị, Bộ Tổng Tham mưu PLA. Năm 1979, ông được bổ nhiệm giữ chức Phó Trưởng phòng Kế hoạch tổng hợp thuộc Ban Trang bị, Bộ Tổng Tham mưu PLA. Năm 1982, ông được thăng chức làm Phó Trưởng Ban Trang bị, Bộ Tổng Tham mưu PLA. Tháng 9 năm 1988, ông được phong quân hàm Thiếu tướng. Năm 1989, Tào Cương Xuyên được bổ nhiệm làm Trưởng Ban Quân vụ, Bộ Tổng Tham mưu PLA, một năm sau, ông chuyển sang giữ chức Chủ nhiệm Văn phòng Thương mại quân sự của Quân ủy Trung ương.
Trong bốn năm từ tháng 11 năm 1992, ông giữ chức Phó Tổng Tham mưu trưởng Quân Giải phóng Nhân dân Trung Quốc. Tháng 7 năm 1993, ông được thăng quân hàm Trung tướng. Tháng 11 năm 1996, ông được bổ nhiệm giữ chức Chủ nhiệm Ủy ban Khoa học, Kỹ thuật và Công nghiệp Quốc phòng.

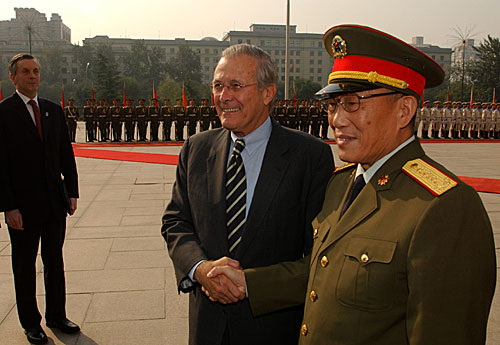
Bộ trưởng Bộ Quốc phòng Hoa Kỳ Donald Rumsfeld gặp gỡ Tào Cương Xuyên trong chuyến viếng thăm đầu tiên của ông đến Cộng hòa Nhân dân Trung Hoa

Tháng 3 năm 1998, Tào Cương Xuyên được thăng quân hàm Thượng tướng. Tháng 4 năm 1998, ông được bổ nhiệm làm Chủ nhiệm Tổng cục Trang bị PLA. Tháng 10 năm 1998, ông được bầu làm Ủy viên Quân ủy Trung ương.
Từ tháng 11 năm 2002 đến năm 2003, ông giữ chức Ủy viên Bộ Chính trị, Phó Chủ tịch Ủy ban Quân sự Trung ương Đảng Cộng sản Trung Quốc và Bí thư Đảng uỷ, Chủ nhiệm Tổng cục Trang bị PLA.
Tháng 3 năm 2003, ông được bầu kiêm nhiệm chức vụ Phó Chủ tịch Ủy ban Quân sự Trung ương Cộng hòa Nhân dân Trung Hoa, Ủy viên Quốc vụ, Bộ trưởng Bộ Quốc phòng. Tháng 3 năm 2008, Tào Cương Xuyên nghỉ hưu.
Ông là Ủy viên Ban Chấp hành Trung ương khóa XV, XVI và Ủy viên Bộ Chính trị Đảng Cộng sản Trung Quốc khóa XVI.